# Église Saint-Rémy de Périgny-la-Rose
L'église Saint-Rémy est une église située à Périgny-la-Rose, en France.

## Localisation
L'église est située sur la commune de Périgny-la-Rose, dans le département français de l'Aube.

## Historique
L'édifice est inscrit au titre des monuments historiques en 1926.